# بیرا مورتی
بیرا مورتی (انگلیسی: Birra Moretti) شرکت صنایع غذایی ایتالیایی است، که در سال ۱۸۵۹ تأسیس شد.